# Balazote
Balazote község Spanyolországban, Albacete tartományban. Lakosainak száma 2379 fő (2024).

## Földrajza
Balazote Alcaraz, Casas de Lázaro, La Herrera, Lezuza, Pozuelo és San Pedro községekkel határos.

## Népesség
A település lakosságának változását az alábbi diagram mutatja:
| Lakosok száma | 2342 | 2571 | 2406 | 2453 | 2461 | 2417 | 2346 | 2334 | 2363 | 2379 |
|               | 2001 | 2004 | 2006 | 2009 | 2011 | 2014 | 2016 | 2019 | 2021 | 2024 |